# Escena de postcrèdits
L'escena postcrèdits es refereix en terminologia cinematogràfica a una seqüència curta que apareix després de tots o part dels crèdits finals d'una pel·lícula, sèrie o videojoc, amb l'objectiu de donar un punt d'humor o de donar peu a una possible seqüela.

## Història
El recurs de l'escena postcrèdits va ser usat per primera vegada el 1966 en finalitzar els crèdits de la pel·lícula The Silencers, amb una breu escena que va servir per introduir la següent part, Murderers' Row.
A inicis de la dècada del 2000, es van popularitzar amb l'objectiu de generar especulació, publicitat i interès. Un exemple d'això és la saga cinematogràfica de Pirates del Carib, que va començar a incloure aquestes escenes a la seva primera part, Pirates of the Caribbean: The Curse of the Black Pearl, mostrant detalls importants sobre el destí del protagonista per a la següent part, recurs que es veuria afegit a totes les altres parts. El 2008, el director Jon Favreau va decidir incloure una escena postcrèdits a la pel·lícula Iron Man basada en Marvel Comics, sent la llavó de la gran popularització d'aquestes escenes durant finals de la dècada de 2000 i la dècada de 2010, en incloure's a les múltiples pel·lícules que van començar a conformar tot l'univers cinematogràfic de Marvel. L'ús d'aquest recurs cinematogràfic va anar arribant a altres sagues importants del món del cinema, com Star Wars, Jurassic Park o The Purge, entre d'altres.